# Marcin Chludziński
Marcin Chludziński (ur. 1979) – polski menedżer. W latach 2016–2018 prezes Agencji Rozwoju Przemysłu, w latach 2018–2022 prezes zarządu KGHM Polska Miedź, w latach 2022–2024 prezes zarządu Gaz-System. 

## Życiorys
Jest absolwentem Zespołu Szkół Mechanicznych w Łomży, Wydziału Dziennikarstwa i Nauk Politycznych oraz Centrum Europejskich Studiów Regionalnych i Lokalnych Uniwersytetu Warszawskiego, a także studiów MBA w Instytucie Nauk Ekonomicznych Polskiej Akademii Nauk i IESE Business School Uniwersytetu Nawarry. Działacz Niezależnego Zrzeszenia Studentów Uniwersytetu Warszawskiego. Instruktor harcerski, współzałożyciel 11 Starszoharcerskiej Drużyny Specjalnościowej „Exodus” z ZHP w Łomży.
Doświadczenie zdobywał w zarządach spółek prawa handlowego oraz nadzorze korporacyjnym. Od 2006 pełnił funkcję prezesa zarządu Invent Grupa Doradztwa i Treningu. Uczestniczył w tworzeniu Fundacji Republikańskiej (2009). Kierował pracami thinku tanku gospodarczo-regulacyjnego tejże, a w latach 2011–2016 był prezesem tej fundacji. W latach 2012–2016 wchodził w skład rady nadzorczej Przedsiębiorstwa Energetyki Cieplnej Sochaczew, a w okresie 2015–2016 był członkiem rady nadzorczej Miejskiego Przedsiębiorstwa Energetyki Cieplnej w Łomży.
W latach 2016–2018 jako prezes zarządu Agencji Rozwoju Przemysłu zajmował się modernizacją i restrukturyzacyją w polskich przedsiębiorstwach, m.in. w Fabryce Pojazdów Szynowych Cegielskiego w Poznaniu, w LG Chem w Kobierzycach. 
W latach 2018–2022 pełnił funkcję prezesa zarządu KGHM Polska Miedź. Za jego prezesury spółka osiągnęła wysoką wycenę giełdową, transformowała projekt wydobywczy w Chile oraz zwiększyła skalę wydobycia, stała się prekursorem wykorzystania modułowych reaktorów jądrowych w zastosowaniu przemysłowym.
W latach 2022–2024 prezes zarządu Gaz-System. 
Od 2016 do 2023 był członkiem rady nadzorczej PZU, skąd między kwietniem a majem 2017 był czasowo delegowany do pełnienia obowiązków prezesa zarządu. Od maja do listopada 2022 był członkiem rady nadzorczej Tauron Polska Energia.
W latach 2019–2021 członek Rady Fundacji Polskiej Fundacji Narodowej reprezentujący KGHM. Powołany do Rady Muzeum przy Zamku Królewskim w Warszawie. Członek Rady Fundacji Szkoła Liderów im. prof. Zbigniewa Pełczyńskiego oraz Rady ds. Strategicznych Projektów Rozwojowych przy Prezydencie RP. Członek Rady Programowej Forum Ekonomicznego. Przewodniczący Rady Centrum Strategii Rozwojowych.

## Nagrody i wyróżnienia
W czerwcu 2017 powołany przez prezydenta Rzeczypospolitej Polskiej Andrzeja Dudę do Kapituły XV edycji Nagrody Gospodarczej Prezydenta RP. 
- Laureat Gold Stevie Award 2019 w kategorii Executive of the Year - Metals & Mining[23]
- Nagroda "Bursztyn Polskiej Gospodarki" 2019 – za zarządzanie zapewniające stabilność finansową grupy oraz konsekwentne realizowanie strategii spółki wspierającej jej dalszy rozwój[24].
- Złoty Krzyż Zasługi (2021)[25]
- Medale Komisji Edukacji Narodowej 2021[26]
- Najwyższa wycena polskiego menedżera w 2021[27]
- Odznaka honorowa „Zasłużony dla Kultury Polskiej” (2022)[28]
- Nagroda "Menedżer Roku 2022" przyznawana przez Związek Przedsiębiorców i Pracodawców[28].

## Życie prywatne
Żonaty, ojciec 3 córek.